# 카메라를 멈추면 안돼! 프랑스에서도
《카메라를 멈추면 안돼! 프랑스에서도》(프랑스어: Coupez !, 영어: Final Cut)는 2022년 개봉한 프랑스의 좀비 코미디 영화이다. 미셸 하자나비시우스가 감독과 각본을 맡았으며, 일본 영화 《카메라를 멈추면 안 돼!》를 리메이크한 작품이다. 2022년 칸 영화제 개막작이다.
이 영화는 원작에 등장하는 영화를 다시 촬영하는 영화 제작진을 중심으로 이야기가 전개된다. 원작에 출연했던 배우 요시코 타케하라가 프로듀서 역할로 다시 등장한다. 주인공 레미 역에는 로맹 뒤리스, 그의 아내 나디아 역에는 베레니스 베조가 출연한다.
영화 제작은 코로나19 봉쇄 기간 중 시작되었으며, 2022년 칸 영화제 개막작으로 상영되었다. 당초 선댄스 영화제에서 상영될 예정이었으나 코로나19 확산으로 인해 취소되었다. 영화의 프랑스어 제목은 러시아의 우크라이나 침공을 지지하는 군사적 상징이 된 'Z' 때문에 논란이 되어 결국 변경되었다.
평론가들의 반응은 엇갈렸는데, 일부는 좀비 장르에 새로운 활력을 불어넣었다고 호평한 반면, 또 다른 일부는 감독이 영화를 제대로 통제하지 못하고 있다고 비판했다. 전반적으로, 원작을 보지 않은 관객에게 더 재미있을 수 있으며, 리메이크에 대한 재밌는 메타적 해설을 제공한다는 평가를 받았다.

## 줄거리
열광적인 감독 레미는 또 다른 저예산 공포 영화를 촬영하고 있다. 버려진 공장 건물이 배경으로 등장한다. 영화 촬영장의 기술자들은 지쳐 있고, 고용된 배우들조차도 대본에 별로 관심이 없다. 하지만 갑자기 진짜 좀비가 나타나 촬영을 방해하기 시작한다. 카메라 앞에서 펼쳐지는 액션은 좀비의 침략에 맞춰 변해 다소 평범해 보이지만, 그 뒤에 있는 제작진은 혼란에 빠진다. 그럼에도 불구하고 그녀는 카메라를 계속 켜둔다.

## 출연진
- 로맹 뒤리스 - 레미 역
- 베레니스 베조 - 나디아 역
- 그레고리 가드부아 - 필리프 역
- 피네건 올드필드 - 라파엘 역
- 마틸다 루츠 - 아바 역
- 세바스티앵 샤사뉴 - 아르멜 역
- 라파엘 케나르 - 조나탕 역
- 리에스 살렘 - 무니르 역
- 시몬 하자나비시우스 - 로미 역
- 아녜스 위르스텔 - 로라 역
- 샤를리 뒤퐁 - 프레도 역
- 루아나 바지라미 - 조아나 역
- 라이카 하자나비시우스 - 마농 역
- 장파스칼 자디 - 파티 역